# Sandy Brondello

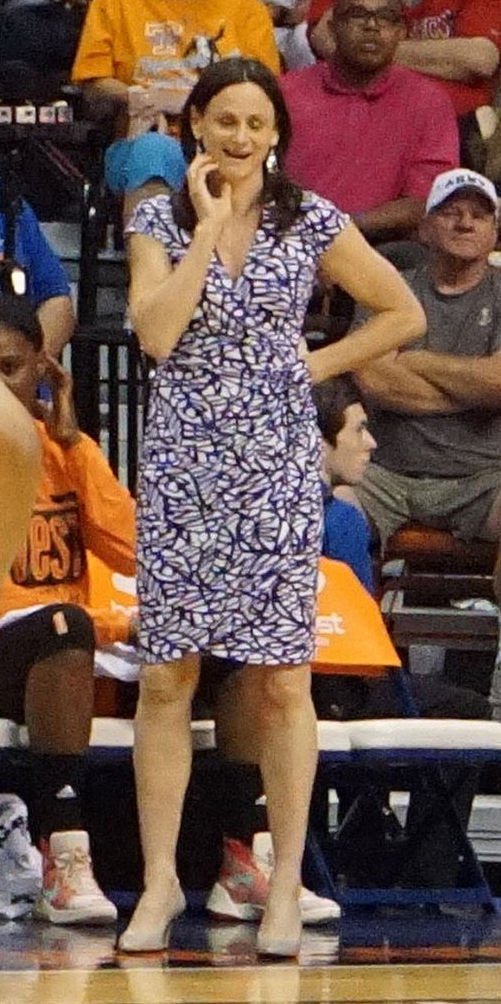
Brondello år 2015.

Sandy Brondello, född den 20 augusti 1968 i Mackay, Queensland, är en australisk tidigare basketspelare och numera landslagstränare som tog OS-silver 2004 i Aten.
Detta var andra gången i rad Australien tog silver vid de olympiska baskettävlingarna. Hon var även med på hemmaplan i Sydney 2000 där hon tog OS-silver samt tog OS-brons 1996 i Atlanta.